# فرانکتین
فرانکتین (به فرانسوی: Jean-Pierre Basilic Dantor Franck Étienne d'Argent dit Frankétienne) شاعر، نمایشنامه‌نویس، نقاش، موسیقی‌دان و خواننده قرن بیستم میلادی اهل هائیتی بود. او به عنوان یکی از نویسندگان و نمایشنامه‌نویسان برجسته هائیتی شناخته می‌شود. او کاندیدای جایزه نوبل ادبیات در سال ۲۰۰۹ بود، او در ۲۰۱۰ نشان هنر و ادب را کسب کرد و در سال ۲۰۱۰ به عنوان هنرمند صلح یونسکو انتخاب شد. وی در ۲۰۲۱ برنده جایزه بزرگ فرانکوفونی شد.

## درگذشت و میراث
فرانکتین در ۲۰ فوریه ۲۰۲۵ در دلماس در سن ۸۸ سالگی درگذشت. شرایط مرگ او اعلام نشد. آلیکس دیدیه فیلس‌آیمه، نخست‌وزیر هائیتی دربارهٔ او گفت: «او از طریق نوشته‌هایش جهان را روشن کرد، روح هائیتی را حمل کرد و سکوت را به چالش کشید. باشد که حرفش بماند، روحش همچنان گسترش یابد. خداحافظ استاد.»